# Tommaso Giordano
Tommaso Giordani (* cerca de 1730 em Nápoles; † 23 de fevereiro de 1806 em Dublin) foi um compositor italiano. 

## Vida
Tommaso Giordani nasceu numa família de músicos por volta de 1733 em Nápoles na Itália. Seu pai chamava-se Giuseppe Giordani (* cerca de 1695 em Nápoles, † depois de 1762, provavelmente em Londres).
Tommaso Giordani cresceu em Nápoles e nada se sabe sobre a sua formação musical. Em 1753 mudou-se com a sua família para Londres. Tommaso era membro dessa família formada por músicos de ópera que perambulava pela Europa, companhia essa organizada por seu pai. A primeira ópera de Tommaso Giordani foi uma ópera bufa chamada "La commediante fatta cantatrice" (A comediante transformada em cantora), estreada no Covent Garden de Londres em 1756.  Nada mais se sabe sobre Tommaso até 1764 quando ele surgiu com essa companhia itinerante de ópera em Dublin, na Irlanda. Ele escreveu  várias outras operas, em italiano e em inglês, que foram encenadas na capital irlandesa. Tommaso deixou a Irlanda sob alegações de plágio e de 1768 até 1783 morou novamente em Londres como compositor e diretor no King's Theatre. Como membro de uma grande colônia de músicos estrangeiros residentes na capital britânica (italianos, alemães e da Boêmia) a sua posição não era muito diferente de seu quase contemporâneo Johann Christian Bach (1735-1782), o qual viveu em Londres de 1762 até sua morte. Em 1783 Tommaso Giordani voltou para Dublin onde a sua última ópera "The Cottage Festival" foi encenada em 1796. O compositor faleceu em Dublin em 1806. 
Entre 1771 e 1790 publicou mais de 30 opus de composições instrumentais, muitas das quais incluem o cravo ou o pianoforte e daí pode-se concluir que Tommaso foi sobretudo um instrumentista de teclados. Uma de suas obras mais conhecidas foi a abertura "The Elopement" (A fuga para casar) de 1767, a qual o compositor também transcreveu para cravo ou pianoforte solista.

## Obras
Escreveu mais de vinte óperas, peças para cravo ou pianoforte;  sonatas para violino ou flauta; trios e quartetos;  três quintetos para cravo ou pianoforte e quarteto de cordas (opus 1); 15 concertos para cravo ou pianoforte  e trio de cordas - 2 violinos e 1 violoncelo (6 concertos opus 14; 6 concertos opus 23 e 3 concertos opus 33); concertos para flauta, uma missa, um Te Deum, um oratório e várias árias. Muito conhecida é a sua ária "Caro mio ben", uma das árias mais conhecidas do repertório das chamadas "árias antigas" , embora a real autoria desta ária seja desconhecida: pode ter sido escrita por ele ou por seu pai ou por outro compositor que também tinha o sobrenome Giordani e tinha o apelido de "Giordanello" ou por outro compositor. Estilisticamente, foi muito influenciado por Johann Christian Bach na música instrumental.